# Хворостянка (Крым)
Хворостя́нка (до 1948 года Ве́рхний Узенба́ш и Ни́жний Узенба́ш, ранее Чамлы́-Озенба́ш; укр. Хворостянка, крымскотат. Çamlı Özenbaş, Чамлы Озенбаш) — исчезнувшее село в Балаклавском районе Севастополя, располагавшееся на севере района, в 1,5 км к востоку от села Родное, вверх по руслу, у истока ручья Уппа. На момент упразднения входило в состав Терновского сельсовета Бахчисарайского района. Исключено из учётных данных в 1972 году.

## История
Чамлы Озенбаш относится к древнейшим сёлам юго-западного Крыма, основанным в VIII веке потомками готов и аланов, смешавшихся с местным населением. Примерно с XII века Озенбаш, как и все окрестные поселения, входили сначала в зону влияния, а затем и в состав христианского княжества Дори — Феодоро. Считается, что Чоргунский (Бибиковский) исар XIII—XV веков (название — по фамилии археолога Бибикова, впервые исследовавшего и описавшего памятник) был феодальным замком, в вотчину которого, во времена Мангупского княжества, входил Узенбашик. После падения в 1475 году Мангупа деревня, вместе со всеми землями княжества, входила в состав Мангупского кадылыка санджака Кефе (до 1558 года, в 1558—1774 годах — эялета) Османской империи, но документальных подтвеждений этому пока не обнаружено (возможно, это Бычкан, она же Чёмлекчи из материалов переписей Кефинского санджака, приписанный к Инкирману. На 1520 год в селении 4 мусульманских семьи и 1 взрослый холостяк и 16 христианских, из которых в 4 умер мужчина-кормилец. В 1542 году приписано уже к Мангупу, мусульманских семей — 3, немусульманских 19 — 3 овдовевших и 4 взрослых холостяков).
Официально в состав Крымского ханства деревня входила около 9 лет: от обретения ханством независимости в 1774 году до присоединения к России в 1783 году и относилась, согласно Камеральному Описанию Крыма 1784 года, к бакчи-сарайскому каймаканства Мангупского кадылыка и записана как  Узень Башчик.
После присоединения Крыма к России (8) 19 апреля 1783 года, (8) 19 февраля 1784 года, именным указом Екатерины II сенату, на территории бывшего Крымского Ханства была образована Таврическая область и деревня была приписана к Симферопольскому уезду. После Павловских реформ, с 1796 по 1802 год, входила в Акмечетский уезд Новороссийской губернии. По новому административному делению, после создания 8 (20) октября 1802 года Таврической губернии, Узенбашик приписали к Чоргунской волости Симферопольского уезда.
По Ведомости о всех селениях в Симферопольском уезде состоящих с показанием в которой волости сколько числом дворов и душ… от 9 октября 1805 года, в Узенбашике в 21 дворе проживало 137 крымских татар. На военно-топографической карте генерал-майора Мухина 1817 года в Озеньбаше записано 40 дворов. После реформы волостного деления 1829 года Узенбаш, согласно «Ведомости о казённых волостях Таврической губернии 1829 года», отнесли к Байдарской волости, а после образования в 1838 году Ялтинского уезда деревня осталась в составе Симферопольского, но к какой их волостей её приписали, пока установить не удалось. На карте 1842 года деревня впервые встречается под названием Чемлы-Узенбашик с 58 дворами.
В 1860-х годах, после земской реформы Александра II, деревню приписали к Каралезской волости. В «Списке населённых мест Таврической губернии по сведениям 1864 года», составленном по результатам VIII ревизии в общинной татарской деревне Узенбашчик (как вариант Чемлы-Узенбашчик) при фонтане записано 50 дворов, 296 жителей и 2 мечети. По обследованиям профессора А. Н. Козловского начала 1860-х годов, селение обеспечивалось водой из речки и многочисленных родников. На трёхверстовой карте 1865—1876 года в деревне Чамлы-Узенбащик записано 46 дворов. На 1886 год в деревне Узенбащик, согласно справочнику «Волости и важнѣйшія селенія Европейской Россіи», проживало 370 человек в 64 домохозяйствах, действовала мечеть. В Памятной книге Таврической губернии 1889 года, составленной по результатам X ревизии 1887 года, В Узенбауме зафиксировано 80 дворов и 424 жителя а на подробной карте 1890 года обозначена как Узенбащик и записан 81 двор с исключительно крымскотатарским населением.
После земской реформы 1890-х годов деревня осталась в составе преобразованной Каралезской волости. Согласно «…Памятной книжке Таврической губернии на 1892 год», в деревне Узенбащик, входившей в Шульское сельское общество, числилось 453 жителя в 71 домохозяйстве. 62 домохозяина владели 118 десятинами земли, остальные были безземельные. По «…Памятной книжке Таврической губернии на 1902 год» в деревне Узенбащик, входившей в Шульское сельское общество, числились те же 453 жителя в 74 домохозяйствах. По Статистическому справочнику Таврической губернии. Ч.II-я. Статистический очерк, выпуск шестой Симферопольский уезд, 1915 год, в деревне Узенбащик Каралезской волости Симферопольского уезда числилось 66 дворов со смешанным населением в количестве 505 человек приписных жителей и 11 — «посторонних». В общем владении было 147 десятин земли, все дворы с землёй. В хозяйствах имелось 47 лошадей, 25 волов, 47 коров, 55 телят и жеребят и 160 голов мелкого скота.
После установления в 1920 году Советской власти в Крыму была упразднена волостная система и, 15 декабря 1920 года, был выделен Севастопольский уезд. 23 января 1921 года (по другим данным 21 января), был создан Балаклавский район и Узенбашик вошёл в новый район. После образования 18 октября 1921 года Крымской АССР уезды были преобразованы в округа (по другим данным в 1922 году) и в составе Севастопольского округа выделили Чоргунский район, в который вошёл Узенбашик, как центр сельсовета (с населением 530 человек). 16 октября 1923 года решением Севастопольского окружкома Чоргунский район был ликвидирован, создан Севастопольский район и село включили в его состав. Согласно Списку населённых пунктов Крымской АССР по Всесоюзной переписи 17 декабря 1926 года, в селе Узенбаш, Уппинского сельсовета Севастопольского района, числилось 90 дворов, из них 89 крестьянских, население составляло 368 человека (186 мужчин и 182 женщины), все татары, действовала татарская школа. 15 сентября 1930 года, постановлением Крымского ЦИК, было проведено новое районирование и вновь создан Балаклавский район, теперь как татарский национальный, куда вошёл и Узенбаш.
В 1944 году, после освобождения Крыма от фашистов, согласно Постановлению ГКО № 5859 от 11 мая 1944 года, 18 мая крымские татары были депортированы в Среднюю Азию. 12 августа 1944 года было принято постановление № ГОКО-6372с «О переселении колхозников в районы Крыма», по которому в район из Воронежской области РСФСР планировалось переселить 6000 колхозников и в сентябре 1944 года в район уже прибыли 8470 человек (с 1950 года в район стали приезжать колхозники Сумской области УССР) Указом Президиума Верховного Совета РСФСР от 18 мая 1948 года переименовано 2 села: Верхний Узенбаш в Верхнюю Хворостянку и Нижний Узенбаш в Нижнюю Хворостянку Балаклавского района. По состоянию на 1 января 1953 года в селе Хворостянка Родновского сельсовета было 19 хозяйств колхозников (54 человека). В 1954 году в селе числилось 32 хозяйства и 126 жителей. Постановлением Совета министров УССР от 20 апреля 1957 года Хворостянка была передана в состав Куйбышевского района Крымской области Время объединения в Хворостянку пока не установлено: на 15 июня 1960 года в составе Терновского совета числились оба села.
30 декабря 1962 года, согласно Указу Президиума Верховного Совета УССР «Об укрупнении сельских районов Крымской области», Терновский сельский совет был присоединён к Бахчисарайскому району. Хворостянка расселена между 1968 годом, когда село ещё числилось в составе совета и 1977 годом, когда Хворостянка значится среди упразднённых.

## Динамика численности населения
| - 1805 год — 137 чел. - 1864 год — 256 чел. - 1886 год — 370 чел. - 1889 год — 424 чел. - 1892 год — 453 чел. | - 1902 год — 453 чел. - 1915 год — 505/11 чел. - 1926 год — 368 чел. - 1953 год — 54 чел. - 1954 год — 126 чел. |

## Нижняя Хворостянка
Впервые разделение села на Верхнее и Нижнее зафиксировано в указе Президиума Верховного Совета РСФСР от 18 мая 1948 года о переименовании населённых пунктов Крымской области. На 15 июня 1960 года Нижняя Хворостянка ещё числилась в составе Терновского сельсовета, а к 1968 году населённые пункты были вновь объединены.